# Datur omnibus
Datur omnibus è una locuzione latina che significa si dà a tutti.
La scritta è presente sulla porta di alcuni monasteri ad indicare che la carità di Cristo abbraccia indistintamente tutti, ricchi e poveri.